# Parc naturel préfectoral Hamura Kusabana Kyūryō
Le parc naturel préfectoral Hamura Kusabana Kyūryō (都立羽村草花丘陵自然公園, Toritsu Hamura Kusabana Kyūryō shizen kōen) est un parc d'une superficie de 5,53 km2 situé à Tokyo, et ouvert au public le 12 mars 1953,.